# Zasłonak różowotrzonowy
Zasłonak różowotrzonowy (Cortinarius erythrinus (Fr.) Fr.) – gatunek grzybów należący do rodziny zasłonakowatych (Cortinariaceae).

## Systematyka i nazewnictwo
Pozycja w klasyfikacji według Index Fungorum: Cortinarius, Cortinariaceae, Agaricales, Agaricomycetidae, Agaricomycetes, Agaricomycotina, Basidiomycota, Fungi.
Po raz pierwszy zdiagnozował go Elias Fries w 1818 r. nadając mu nazwę Agaricus caesius d erythrinus. Ten sam autor w 1838 r. przeniósł go do rodzaju Cortinarius. Niektóre synonimy:
- Agaricus caesius d erythrinus Fr. 1818
- Cortinarius castaneus var. erythrinus (Fr.) Moënne-Locc. & Reumaux 1990
- Cortinarius erythrinus var. argyropus Fr. 1874
- Cortinarius petroselineus var. cedriphilus Chevassut & Rob. Henry 1982
- Cortinarius petroselineus var. conicopurpuratus Chevassut & Rob. Henry 1982
- Cortinarius petroselineus var. radicipes Chevassut & Rob. Henry 1982
- Gomphos erythrinus (Fr.) Kuntze 1891

Stanisław Domański w 1955 r. nadał mu polską nazwę zasłonak czerwonokasztanowaty, Andrzej Nespiak w 1981 r. zasłonak sporny. Władysław Wojewoda w 2003 r. uznał te nazwy za nieprawidłowe i zaproponował nazwę zasłonak różowotrzonowy.

## Morfologia
Kapelusz
Średnica 1–3 (4,5) cm, początkowo dzwonkowaty, potem płasko rozpostarty. Brzeg pofalowany z czerwonobrązowymi resztkami osłony. Bardzo słabo higrofaniczny. Powierzchnia w stanie wilgotnym nie jest lepka ani klejąca, jest naga, ciemno czerwonobrązowa, pokryta promieniście ułożonymi srebrzyście błyszczącymi włókienkami.
Blaszki
Przyrośnięte lub zbiegające ząbkiem, dość rzadkie, częściowo rozwidlone, w młodych owocnikach czerwonobrązowe, pomarańczowobrązowe, beżowe do szarobrązowych, w stanie dojrzałym cynamonowobrązowe. Ostrza tego samego koloru, częściowo też jaśniejsze, białawe.
Trzon
Wysokość 3–5 (6) cm, grubość 0,3–0,9 (1,3) cm, walcowaty. Powierzchnia pokryta szaro-białymi włókienkami na brązowawym tle, przy podstawie różowawa. Ma delikatnie jedwabistą, wąską, różowawą strefę pierścieniową, od dołu łuskowato-włóknistą, pokrytą czerwono-brązowym proszkiem zarodników. Podstawa lekko bulwiasta, z wiekiem nieco wgłębiona. Eksykaty mieniące się srebrzyście z fioletowymi tonami.
Miąższ
W kapeluszu pod skórką do 3 mm grubości brudno brązowy, wewnątrz szarobrązowy do jasnobeżowego.
Cechy mikroskopowe
Zarodniki rdzawobrązowe, łezkowate, dekstrynoidalne, bez dzióbka, 6,3–12 × 54,7–6,5 µm, Q = 1,3–1,6.
Reakcje chemiczne
Pod wpływem NaOH skórka kapelusza natychmiast czernieje, grzybnia przy podstawie trzonu barwi się na ciemno, kora trzonu po kilku minutach.

## Występowanie i siedlisko
Opisano występowanie tego gatunku w większości krajów Europy, oraz w USA, Kanadzie i Chinach. W Polsce do 2003 r. podano 7 stanowisk, w późniejszych latach podano wiele następnych.
Naziemny grzyb mykoryzowy. Występuje w lasach iglastych i mieszanych.